# Kenny Garrett
Kenny Garrett és un intèrpret de Jazz dels Estats Units d'Amèrica. Considerat una estrella del jazz contemporani. També cultiva un altre gènere anomenat post-bop i també toca la flauta.

## Biografia
Kenny Garrett va nàixer el 9 d'octubre de 1960 a la ciutat de Detroit (Michigan), EUA.
El pare de Kenny era fuster, i com afició tocaba el saxòfon tenor.
Kenny Garret va començar la seua carrera musical amb la seua entrada a l'orquestra de Duke Ellington l'any 1970 dirigida pel fill de Duke Ellington, Mercer Ellington. Tres anys més tard, es va incorporar a l'orquestra de Mel Lewis (Tocant música de Thad Jones) i també al quartet de Daniee Richmond, basat en la música de Charles Mingus.
El 1984 grava el seu primer àlbum com a director de banda, Introducing Kenny Garrett amb el segell CrissCross. Més tard, va gravar dos àlbums amb Atlantic, Prisoner of Love i African Exchange Student. A partir del 1992, Garrett comença a enregistrar amb Warner Bros Records. Entre les gravacions realitzades davall aquesta firma, destaquen: 
- Pursuance: The Music of John Coltrane (1996)
- Songbook (1997)

Aquest últim, Songbook va estar creat amb cançons pròpies del músic i nominat per un premi Grammy. Al llarg de la seva carrera, Kenny Garrett ha actuat amb els personatges més destacats dintre del panorama musical del jazz: Miles Davis, Art Blakey, Freddie Hubbard, Woody Shaw, McCoy Tyner, Pharoah Sanders, Brian Blade, Marcus Miller, Chick Corea, John McLaughlin, Herbie Hancock, Bobby Hutcherson, Ron Carter, Elvin Jones, and Mulgrew Miller. Sovint la seva música mostra influències asiàtiques, que es plasmen sobretot al disc enregistrar el 2006, Beyond the Wall.
L'últim àlbum de Garrett és Sketches of MD: Live at the Iridium, publicat el 23 de setembre del 2008. A la seva pàgina web oficial, s'afirma que la banda de la qual és membre actualment està composta per un baix elèctric i un orgue.
Actualment, Garrett es troba de gira amb els músics Chick Corea, John McLaughlin, Christian McBride i Brian Blade. Aquests cinc formen el grup Five Peace Band

## Discografia

### Com a líder
- Introducing Kenny Garrett, 1984
- 5 Paddle Wheel, 1988
- Prisoner of Love, 1989
- African Exchange Student, 1990
- Black Hope, 1992
- Introducing Kenny Garrett, 1994
- Threshold, 1994
- Triology, 1995
- Stars & Stripes Live, 1995

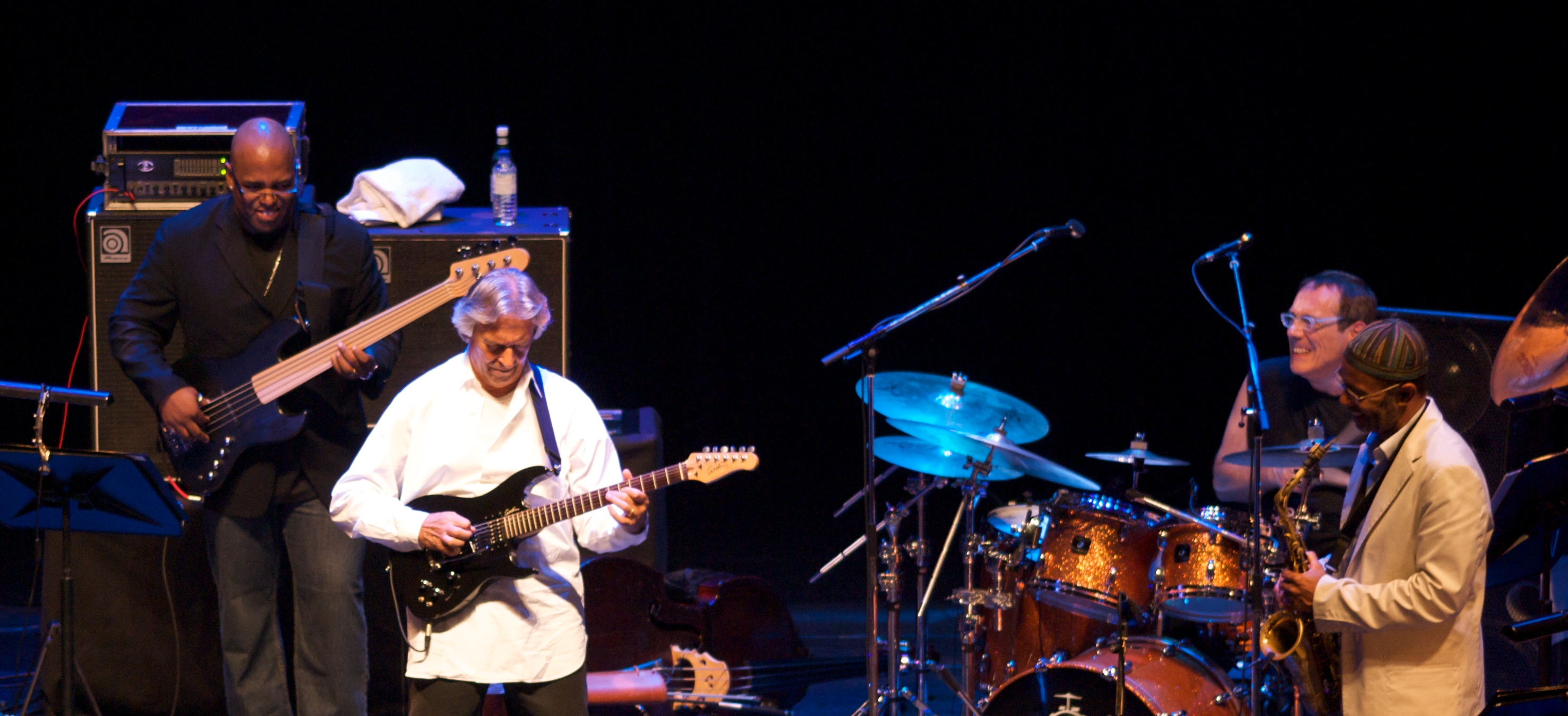
Christian McBride, Vinnie Colaiuta, Kenny Garrett i John McLaughlin

- Pursuance: The Music Of John Coltrane, 1996
- Songbook, 1997
- Simply Said, 1999
- Old Folks, 2001
- Birds Of A Feather: A Tribute To Charlie Parker, 2001
- Happy People, 2002
- Standard of Language, 2003
- Beyond The Wall, 2006
- Sketches of MD - En directe des del Iridium Jazz Club en Nova York, 2008

### Com a acompanyant
- Amb Miles Davis:
  - Amandla (1989)
  - Miles & Quincy Live at Montreux (1991)
- Amb Marcus Miller:
  - The Sun Don't Lie (1993)
  - Tales (1995)
  - Live & More (1998)
  - M² (2001)
  - Panther (En directe) (2004)
- Altres artistes amb qui ha gravat:
  - Donald Byrd
  - Mike Stern
  - Terence Blanchard
  - Cedar Walton
  - Javon Jackson
  - Duke Ellington Orchestra
  - Wayman Tisdale
  - Steve Turre
  - Roy Haynes
  - Lenny White
  - Clifton Anderson
  - Jeff "Tain" Watts
  - John Schofield
  - Charnett Moffett
  - Rodney Kendrick
  - Jazzmatazz
  - Geri Allen
  - Dennis Chambers
  - Donald Byrd
  - Philippe Saisse